# Francesca Mambro
Francesca Mambro (* 25. April 1959 in Chieti) ist ein ehemaliges führendes Mitglied der Nuclei Armati Rivoluzionari, die im Jahr 1980 am Anschlag von Bologna beteiligt war. 1995 wurde sie für 96 Morde zu neun Mal lebenslänglich verurteilt, was 84 Jahren entspricht. 2008 wurde sie auf Bewährung entlassen und 2013 begnadigt.